# Orimarga (Orimarga) perextensa
Orimarga (Orimarga) perextensa is een tweevleugelige uit de familie steltmuggen (Limoniidae). De soort komt voor in het Australaziatisch gebied.